# 劉翔 (成化進士)
劉翔（1433年—1495年），字九霄，直隸河間府獻縣人，民籍，明朝政治人物。進士出身。

## 生平
早年出身國子生，成化元年（1465年）中乙酉科順天府鄉試第七十六名。成化十四年（1478年）戊戌科會試第二百十名，殿試登進士第三甲第十八名。十五年授知嘉定县，二十年，擢升陕西道监察御史，二十二年，督理山西鹽課。弘治二年（1489年），巡按宣大。五年，升山东按察司佥事，七年，分巡遼海東寧道，八年五月卒官，享年六十三。

## 家族
曾祖父劉彥中。祖父劉希賢。父亲劉瑄，曾任福州府經歷。母韓氏。永感下。兄劉翀、劉翱（天順壬午舉人、贡士）。配蕭氏、蘇氏，先卒，皆贈孺人；魯氏，封孺人。子一，劉瀾。